# 知名祐里
知名 祐里（ちな ゆうり、2001年5月3日 - ）は、日本の女子バスケットボール選手である。ポジションはポイントガード。Wリーグのシャンソン化粧品シャンソンVマジック所属。

## 来歴
沖縄県出身。
西原高校でインターハイベスト8。
卒業後、シャンソンVマジックに加入。